# World of Warcraft: Wrath of the Lich King
World of Warcraft: Wrath of the Lich King (срп. Свет Воркрафта: Гнев Лич Кинга; позната као WotLK или Wrath) је друга експанзија за ММОРПГ игру World of Warcraft. Пуштен је у продају 13. новембра 2008. године и у прва 24 сата остварио је продају од 2.8 милиона примерака, чиме је овај додатак постао најбрже продавана игра за рачунар. Занимљиво је да је оборио прошли рекорд који је поставио први додатак  16. јануара 2007. године са проданих 2.4 милиона примерака. Дана 19. септембра 2012, World of Warcraft: Wrath of the Lich King експанзија је спојена са оригиналном игром и експазијом The Burning Crusade која је токође спојена 2007. године. Ово спајање проширења са оригиналном игром се зове "Battle Chest".

## Начин игре

### Нортхренд
Друга по реду експанзија је донела нове додатке на оригналној игри. Нови континент Нортхренд (енгл. Northrend) је у облику полумесеца и налази се у северном Азероту, одговара Аутланду по дужини и ширини. Иако је Нортхренд (слободан превод Северна Земља) требало да буде прекривен само снегом и ледом то није била жеља већина програмера. Нортхренд је континет предвиђен за унапређивање играчких карактера од нивоа 68. Такође је подигнут ниво напредовања карактера за десет са 70 на 80, као што је у првој експанзији ниво подинут на 70. Играчи долазе бродом (у случају да су Алијанса) или цепелином (у случају да су Хорда) у две зоне (енгл. Howling Fjord) или (енгл. Borean Tundra), које се налазе на супротним крајевима континента. Howling Fjord је дом злих дивова под именом Врикул који бораве у (енгл. Utgarde Keep), које је и прва тамница да буду додата у експанзији. Зоне Dragonblight и Grizzly Hills налазе се у јужној и југо-источној области континента. Dragonblight зона представља гробље за змајеве. (енгл. Wintergrasp) је прва зона у Свету Воркрафта дизајнирана специјално за борбе играч против играча (PVP) на отвореном и она је такође предвиђена и на серверима (PVЕ).
Снаге Алијансе, уједињене под краљем (енгл. Varian Wrynn), повели су војске Свештеника (енгл. Priest) и Светих Витеза (енгл. Paladin) у Нортхренд са циљем освете бившег Краљевства Лордаерона, чија издаја и разарање учињена од руке принца Артураса Менетхила чији је ум био помрачен од стране Лич Кинга. И Форсакени са својом краљицом Силванас Виндрунер траже освету за све што им је урадио Артурас Менетхил и што их је претворио у разна немртва чудовишта.
Чаробњаци Даларана су перселили свој град у Нортхренд да бих се обрачунали са надолазећом претњом Плавих Змајева које је предводио Малигос чији је ум помутио Лич Кинг. Град Даларан је постао неутралан и светилиште за све расе континента што је пандан граду Шатрах у Аутланду.
Према речима дизајнера игре, Артхас Менетхил и Нер'зхул спојених као (Лич Кинг) су главна окосница експанзије.

### Нова класа Витез Смрти
Витез Смрти је нова класа у Свету Воркрефта која је додата са овом експанзијом и прва је од изласка оригналне игре.
Играчи који надограде (енгл. Battle net) рачун са експанзијом Wrath of the Lich King у могућности су да направе по једног Витеза Смрти (енгл. Death Knight) на свом домену под условом да имају било који карактер нивоа 55 или више.
Ова класа почиње без талент поена до изласка из почетне области која су налази као инстанца у источном Плејглендсу (названа Плејглендс: Скарлет енклава). Све фракције Алијансе и Хорде могу имати Витезе Смрти осим Пандарена, што је промењено у верзији 8.3 игре када је класа Витез Смрти додата Пандаренима.